# Грегарины
Грегари́ны (лат. Gregarinasina) — подкласс одноклеточных паразитических протистов из типа апикомплексов (споровиков) надтипа альвеолят. Большинство представителей — внеклеточные паразиты практически всех известных на сегодняшний момент типов беспозвоночных (членистоногих, кольчатых червей, иглокожих и т. д.).

## Строение
Клетка грегарины обладает вытянутой червеобразной формой. Тело септированных грегарин (Eugregarinorida: Septatorina) подразделено на три отдела: эпимерит, протомерит и дейтомерит. Дейтомерит крупнее протомерита и содержит ядро. У некоторых видов (например, Taeniocystis mira) он вторично подразделяется на несколько отделов.  
Впереди от него расположен протомерит. Он отделен от дейтомерита тонкой прослойкой светлой цитоплазмы, представляющей собой продолжение слоя эктоплазмы.
На самом переднем конце грегарины расположен эпимерит. Этот участок тела служит для прикрепления грегарины к стенке кишечника. По достижении предельных размеров, когда у грегарины наступают процессы полового размножения, эпимерит обычно отбрасывается. Он целиком состоит из эктоплазмы.
У большинства грегарин на поверхности клетки питающихся стадий (трофозоитов) формируются многочисленные гребни, внутри которых залегает сложная система цитоскелетных фибрилл. Цитоплазма содержит много гранул гликогена, из-за чего выглядит зернистой.

## Жизненный цикл
Представители немногочисленного подотряда шизогрегарин (Schizogregarinida) характеризуются наличием в жизненном цикле бесполого размножения — шизогонии. Основная масса грегарин относится к подотряду настоящих грегарин (Eugregarinorida), для которого характерно отсутствие шизогонии.

### Eugregarinorida
- Взрослые грегарины, вступающие в фазу полового размножения, т. н. гамонты, соединяются попарно, образуя сизигий, который окружается цистой.
- Ядро каждого гамонта многократно делится, и затем вокруг каждого дочернего ядра обособляется цитоплазма.
- Так образуются гаметы, которые затем сливаются попарно (копулируют), давая начало зиготам.
- Каждая зигота покрывается оболочкой и превращается в ооцисту. Внутри ооцисты образуется 8 мелких клеток — спорозоитов, которые при попадании в подходящего хозяина могут стать источником нового заражения.
- Через некоторое время они достигают взрослого состояния и цикл замыкается.

Все грегарины — гаплонты с зиготической редукцией. Диплоидна лишь зигота. Мейоз и редукция числа хромосом происходят в ооцисте при первом делении зиготы.